# Devil's Den Cave
Devil's Den est formé par une fenêtre karstique dans laquelle le toit d'une rivière souterraine s'est effondré, exposant l'eau à la surface dégagée, près de Williston, en Floride. C'est une propriété privée et exploitée comme un centre de formation et de loisirs de plongée sous-marine . 
L'eau de la rivière souterraine est à une température constante de 22 °C. Par temps froid, la vapeur d'eau s'élève au-dessus de la surface et forme un panache visible depuis l'entrée de la caverne, ce qui a évoqué une cheminée de l'enfer aux premiers visiteurs. 
L'ouverture jusqu'à la surface était à l'origine une petite doline, à travers laquelle les visiteurs devaient se faufiler. L'ouverture a été élargie dans les années 1990, pour en faciliter l'accès.  
La caverne s'étend sous la surface de l'eau (avec une forme décrite comme un champignon inversé, jusqu'à 60 m de l'ouverture. La profondeur maximale de la caverne est de 16,5 m, et son diamètre de 37 m. 
Le niveau de l'eau dans la grotte a diminué avec le niveau piézométrique de la région. Cependant, en 2018, l'eau arrivait au-dessus de la plate-forme principale. 
La grotte a ouvert comme site de plongée dans les années 1990. La société qui exploite désormais cette grotte loue des équipements de plongée et offre des services annexes (cabines…). 
Quatre passages souterrains s'étendent depuis la piscine sous l'ouverture, ayant une longueur de 1,5 à 27 m sous la surface de l'eau. Le passage appelé Chambre n° 3, mesurant 21 m sous la surface contient des restes animaux et humains, ainsi que des artéfacts. Les restes animaux, qui apparaissent liés aux restes humains et aux artefacts, datent de l'extinction du Pléistocène, et contiennent notamment des mastodontes américains, paresseux terrestres, chameaux, chevaux, loups sinistres, campagnols-lemmings, ours des cavernes de Floride (en), tigres à dents de sabre et platygonus (en),,.